# Clémentine Solignac
Pour les articles homonymes, voir Solignac (homonymie).
Marie Clémentine Judithe Solignac, née Veyrac le 7 septembre 1894 à Eyravazet, dans la commune de Vorey (Haute-Loire), et morte le 25 mai 2008 dans ce même village, est une supercentenaire française et la doyenne de France à sa mort.
Elle était aussi la deuxième personne la plus âgée en Europe, et la quatrième dans le monde depuis le décès de l'Américaine Arbella Ewing le 22 mars 2008.

## Biographie
Née dans la ferme de ses parents dans le hameau de Eyravazet sur la commune de Vorey-sur-Arzon, Marie-Clémentine s'est mariée le 28 septembre 1921 avec Michel François Solignac un fermier de la région, amputé de la jambe lors de la Première Guerre mondiale, avec qui elle avait eu une fille, Judithe, en 1924. Elle avait passé toute sa vie dans sa commune natale, aidant son mari à la ferme familiale. En 1961, devenue veuve, elle était partie vivre dans une petite maison, à côté de la ferme de sa fille, dans ce même village. Sa mère, Alexandrine, était morte à 92 ans et sa sœur Rosa avait vécu jusqu'à 98 ans.
Elle avait perdu sa fille de 83 ans, Judithe, qui résidait dans la même maison de retraite qu'elle à Vorey-sur-Arzon, le 18 septembre 2007, 3 jours après être devenue doyenne de France.
Clémentine Solignac est âgée à sa mort d'exactement 113 ans et 261 jours.